# 吉大港葡萄牙人
吉大港，是孟加拉國第二大城市，並擁有該國最大港吉大港港。在16-17世紀是葡萄牙帝國其中一個貿易港口，葡萄牙人在1528年開始在吉大港生活，直到1666年被蒙兀兒帝國征服為止。這是孟加拉歷史上第一個歐洲殖民地的飛地。

## 歷史
在1512年5月9，四艘由若昂·德·薩爾維拉指揮的葡萄牙艦隊從果阿到達吉大港。隨後，幾個大使從葡萄牙王國派到孟加拉蘇丹國，他們於1517年在吉大港成立了第一家葡萄牙工廠，葡屬馬六甲，孟買和錫蘭的貿易商也經常光顧該地區。
一些消息來源表明，Joao Coelho在若昂·德·薩爾維拉之前抵達吉大港。許多馬六甲葡萄牙人也連同穆斯林貿易商前往孟加拉，在1514年時已有一些葡萄牙人生活在奧里薩邦地區。
在1528年，孟加拉蘇丹國的蘇丹允許葡萄牙人在吉大港港口建立工廠和海關。在Firingi Bandar建立了一個堡壘和海軍基地。在“地理大發現時代”期間，該定居點成長為孟加拉灣最突出的歐亞海港。卡特茲(通行證)系統被引入，要求該地區的所有船隻從葡萄牙人購買海上營運許可證。在1590年，葡萄牙人在安東尼奧·德蘇薩·戈迪尼奧（Antóniode Sousa Godinho）的領導下征服了附近的桑德維普島。1602年，吉大港的Sandwip島也被葡萄牙人征服。
兩個葡萄牙海盜，名為Gonçalves和Carvalho，統治了桑德維普島幾年。每年約有300艘裝載了鹽的船隻從桑德維普駛往利物浦。當時，桑德維普因其造船和鹽業非常有名。1616年，一位蒙兀臥兒帝國高級海軍官員達爾瓦爾汗抵達後，葡萄牙海盜被驅趕離開，達爾瓦爾汗獨立統治了該島約五十年。
吉大港港口由於其位置，導航設施和安全而成為葡萄牙最重要的港口。港口非常接近梅克納河河口，這是通往皇家首府古達的主要路線。顯然，葡萄牙人發現吉大港是一個適合他們的地方。 到十六世紀末，吉大港已成為一個蓬勃發展的港口，吸引了非官方的葡萄牙貿易和定居者。每年三，三十五艘大小小的艦隻停泊在吉大港。在1598年，在吉大港和緬甸的阿拉干(若開)有約2500名葡萄牙人和歐亞混血人。
貿易增加也促進各類葡萄牙人抵達吉大港生活:官僚，商人，傳教士，士兵，冒險家，水手和海盜。飛地擁有由貿易商領導的高度自由放任的行政管理。 奴隸貿易和海盜活動蓬勃發展。主要貿易產品包括精細絲綢，棉布紡織品，金條，香料，大米，木材，鹽和火藥。羅馬天主教會也在葡萄牙統治吉大港期間在孟加拉成立。 吉大港是孟加拉第一位牧師使徒的座堂。葡萄牙人也被鼓勵與當地居民交往和結婚。
在1615年，葡萄牙海軍在吉大港附近打敗若開人-荷蘭東印度公司聯合艦隊。

## 海盜行為
葡萄牙在吉大港的存在最終是短暫的。孟加拉蘇丹國的垮台以及谬乌王國的興起改變了地緣政治的格局。吉大港成為莫臥兒帝國，谬乌王國，緬甸帝國和特里普拉土邦之間爭論的主要原因。在1607年谬乌王國在Dianga屠殺了600名葡萄牙社區成員。隨後，葡萄牙與阿拉干谬乌王國結盟。17世紀葡萄牙-阿拉干語海盜增加了對莫臥兒孟加拉省的侵擾。

## 奴隸販賣
葡萄牙人也從事奴隸業務，並在坦姆盧克和巴拉索爾以及德干港口出售奴隸。他們把印度教徒和穆斯林抓走，用細繩穿過他們手掌，把那些放在船上擠在一起，每天供應一些生米作糧食，把他們帶到奧里薩出售。葡萄牙人在1599年在Pipli(奧里薩)建立了一個堡壘，為阿拉干人帶來俘虜，在1629年，由迪阿哥·德薩指揮的葡萄牙人突擊達卡，並帶走了許多俘虜，包括一名是莫臥兒軍官的賽義德女子，並將其帶到Dianga。俘虜被改造成基督徒。

## 定居點結束
1632年，莫臥兒軍隊將葡萄牙人從Satgaon驅逐出境，由於葡萄牙與販賣奴隸行為的關係，綁架和拒絕支持沙賈汗。1666年，莫臥兒總督沙伊斯塔汗在海戰中擊敗了阿拉干人後，重新控制了吉大港。莫臥兒的征服結束了葡萄牙在吉大港130多年的統治地位。對吉大港的征服的主要目的主要是為了從孟加拉境內驅趕阿拉干奴隸貿易襲擊者。莫臥兒軍隊攻擊來自東部叢林6500人的阿拉干軍隊(由288艘戰艦支援)，經過三天的戰鬥，阿拉干人投降，吉大港迅速成為新政府的首都。
這場戰役涉及陸地和水域的戰鬥。為了打擊海盜的水上技能，莫臥兒帝國呼籲從巴達維亞來的荷蘭船隻提供支持。但在荷蘭船隻抵達吉大港之前，戰鬥已經結束。 
莫臥兒獲得吉大港之後，吉大港葡萄牙人搬到了達卡。葡萄牙人的後裔很多仍然居住在這些地方。

## 其他定居點
從吉大港，葡萄牙人開始在其他孟加拉港口和城市建立定居點，特別是Satgaon、班迪爾和達卡，Satgaon被稱為Porto Pequeno（小天堂）。

## 傳播基督教
基督教與葡萄牙的交易者一起遍布孟加拉，雖然在公元52年圣多马教会已在孟加拉一帶活動。但葡萄牙在吉大港建立了第一個基督教教堂。葡萄牙商人，其中大多數是基督徒，稱吉大港為Porto Grande de Bengala。在1498年基督徒探險家達伽瑪也曾前往孟加拉。

## 遺產
吉大港葡萄牙貿易商的後代被稱為Firingis。他們住在舊吉大港的Patherghatta和Firingi Bazaar地區。孟加拉語中有許多葡萄牙藉詞，包括許多常見的家庭用語，特別是在孟加拉國的孟加拉語。葡萄牙人帶來了許多異國的水果，花卉和植物，特別是來自南美洲的巴西殖民地。他們向孟加拉人介紹了辣椒，丹參，番石榴，菠蘿，番木瓜和阿方索芒果。
葡萄牙傳教士在英屬加爾各答出版了第一本關於孟加拉語語法的書。孟加拉國和西孟加拉邦最古老的教會追溯到16世紀抵達吉大港的葡萄牙傳教士團。大多數孟加拉國的基督徒都有葡萄牙人的姓氏。